# Chiesa di San Felice da Nola (Fierozzo)
La chiesa di San Felice da Nola è la parrocchiale di San Felice, frazione-capoluogo del comune sparso di Fierozzo, in provincia ed arcidiocesi di Trento; fa parte della zona pastorale della Valsugana e di Primiero

## Storia
Nel maggio del 1726, su desiderio di Cristel Iobstraibizer che, avendo ricevuto una grazia, chiese al vescovo di Feltre Pietro Maria Trevisan Suarez di poter far edificare una cappella, iniziarono i lavori di costruzione della primitiva chiesa di San Felice, che venne ultimata nel novembre dell'anno successivo.

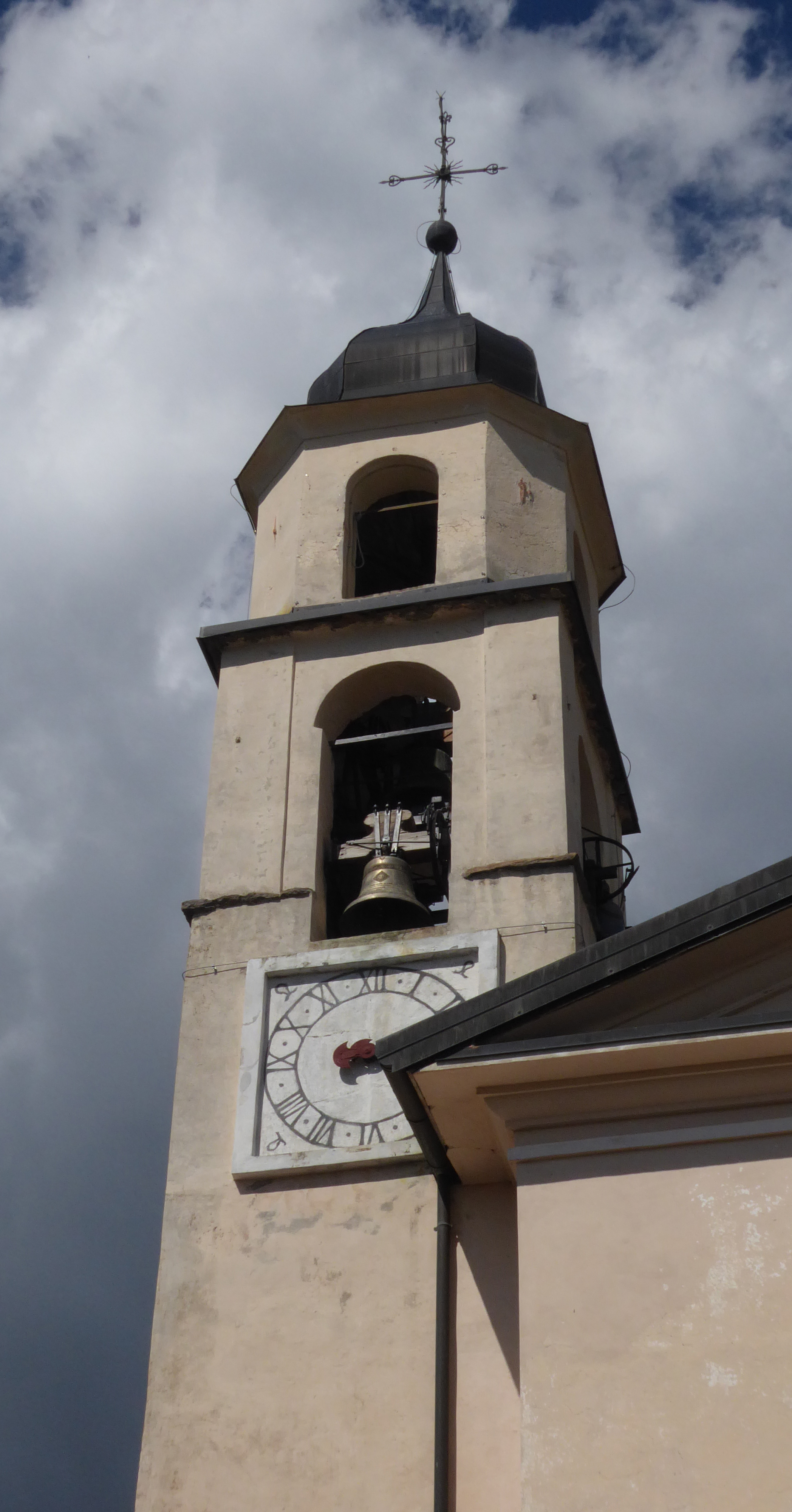
Il campanile

Tale chiesetta divenne nel 1748 sede di una rettoria dipendente dalla pieve di Pergine Valsugana.

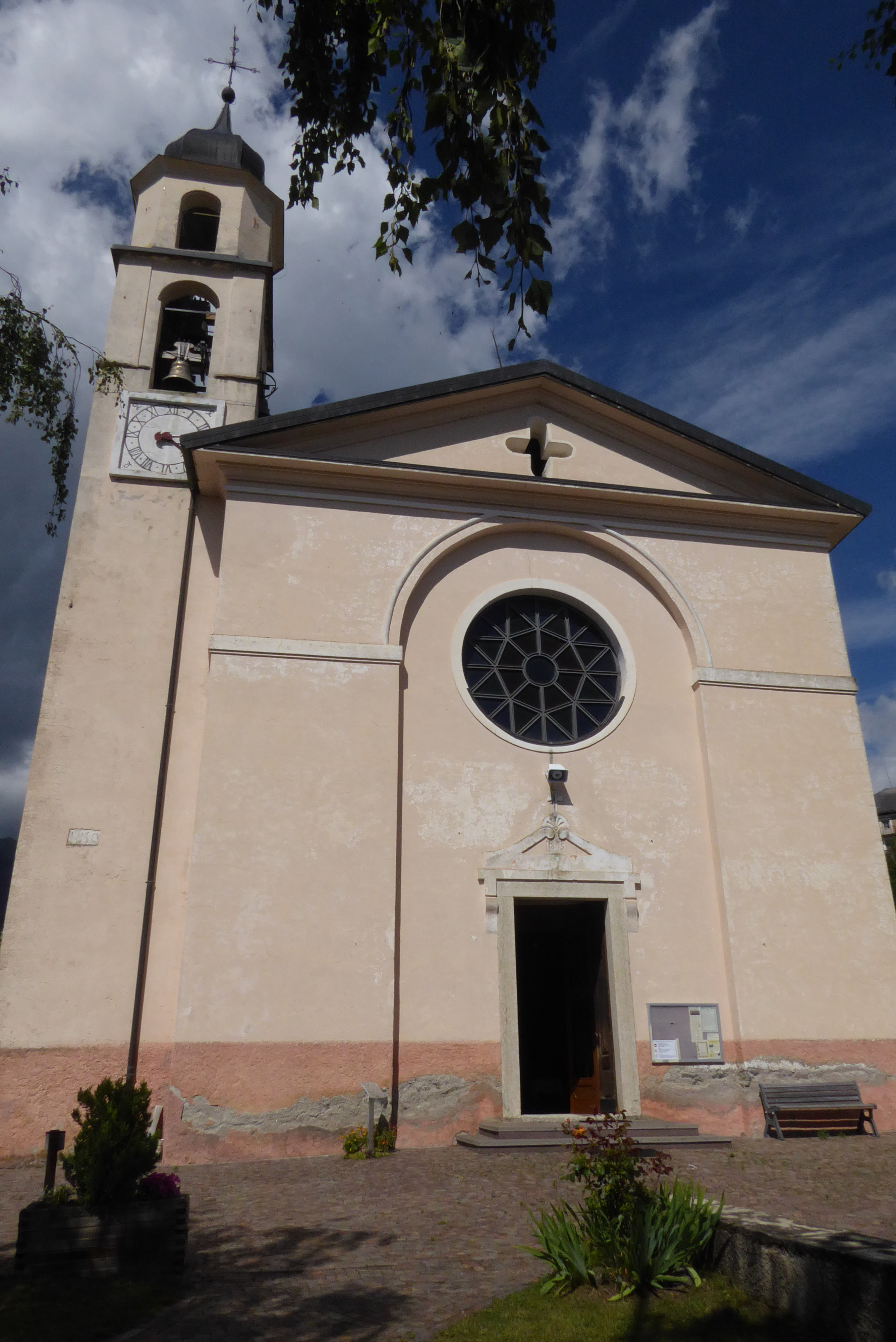
La chiesa vista da un'altra angolazione

Alla fine del XIX secolo la chiesa versava in pessime condizioni e il curato don Luigi Gadler pensò di riedificarla; la proposta venne accolta favorevolmente dai capifamiglia del paese e nel 1887 venne incaricato l'architetto Giovanni de Ferrari da Pergine Valsugana di redigere il progetto del nuovo edificio.
Nel 1891 si cominciò a recuperare i materiali necessari per i lavori e la prima pietra della nuova chiesa fu posta il 7 maggio 1894 dal pievano di Pergine don Giovanni Battista Inama; la costruzione venne portata a compimento già nel 1895 e il 15 dicembre di quello stesso anno fu celebrata la benedizione.

Il 21 luglio 1911 la chiesa venne consacrata dall'arcivescovo di Trento Celestino Endrici e il 6 dicembre 1959 fu eretta a parrocchiale.
L'edificio venne poi ristrutturato tra il 1973 e il 1977 e tra il 1990 e il 1991.

## Descrizione

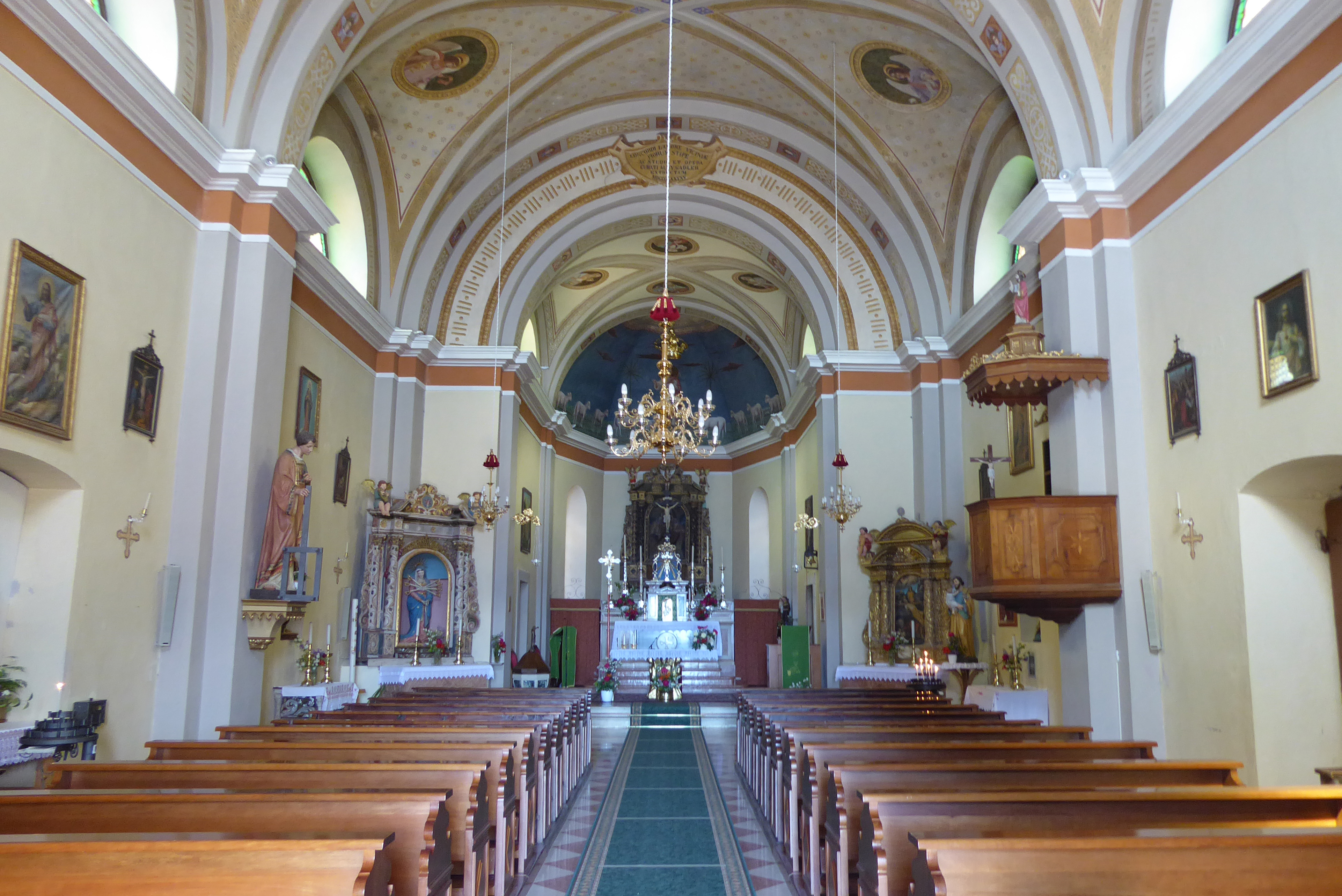
L'interno

La facciata della chiesa è caratterizzata da un arco trionfale in leggero aggetto in cui è inscritta una finestra di forma circolare ed è coronata dal timpano, all'interno del quale s'apre una finestrella cruciforme. 
L'interno è a navata unica suddivisa in tre campate e scandita da paraste sopra le quali corre il fregio e sorreggenti archi a tutto sesto in cui sono inserite lunette. L'aula termina con il presbiterio, introdotta dall'arco trionfale e rialzato di due gradini, a sua volta chiuso dall'abside di forma poligonale.
Nella sala sono conservati l'affresco ritraente il Buon Pastore accompagnato da dodici pecorelle, l'altare maggiore costruito da Gelsomino Scannagatti, la statua raffigurante San Felice da Nola benedicente, e la pala con la Vergine col Bambino assieme a San Felice.